# حدسية كاتالان
حدسية كاتالان (هي الآن مبرهنة تسمى مبرهنة ميخائيليتشو) هي مبرهنة في نظرية الأعداد حُدست من طرف عالم الرياضيات أوجين شارل كاتالان عام 1844 و بُرهن عليها عام 2002 من طرف بريدا ميخائيليتشو.
23 و 32 هما قوتان لعددين طبيعيين قيمتهما على التوالي هما 8و 9. وهاتان القيمتان متتابعتان. حدسية كاتالان تنص على أنه لا توجد أي قوتين متتاليتين باستثناء القوتين السابقتين الذكر (أي 8 و9).

## حدسية بيلاي
1^2 = 2
2^1 =1
وهما قوتان متتاليتان